# 제네바 시편가
제네바 시편가(프랑스어: Psautier de Genève)는 150편의 시편 전체를 프랑스어 운율을 살려서 프랑스어로 번역한 것이며, 프로테스탄트 예배 시에 부르도록 선율이 붙여져 있다. 장 칼뱅의 추진과 감독 아래 만들어진 이 150편의 시편가집은 1539년 스트라스부르에서 착수된 이래 일련의 단계를 거쳐 1562년 주네브에서  완성되었고, 1540년대부터 이미 주네브 개혁교회의 예배를 위한 공식 찬송가집으로 사용되었다. 선율의 작곡자는 알려져 있지 않지만 주로 기욤 프렁(Guillaume Franc), 루이 부르주아(Loys Bourgeois), 피에르 다벙테(Pierre Davantés) 등의 작품으로 여겨진다.
이 시편가집은 1562년을 시작으로 프랑스어 사용자 공동체들 사이에 널리 보급되었으며 17세기와 18세기에 수 많은 개정판들이 만들어졌다.
제네바 시편가가 위그노 시편가로 불릴 떄도 있지만 두 명칭은 약간의 차이가 있다. 주네브 시편가는 주네브 개혁교회의 공식 찬송가집으로 사용된 시가집(1562년에 첫 완성판이 나옴)에 적용되어야 하는 용어이다. 이 찬송가집은 프랑스나 네덜란드의 개혁교도가 아니라 쥬네브의 칼비니스트 신자들을 위하여 기획된 것이다. 프랑스나 네덜란드에서도 루터파와 구분하여 개혁파라고 불리는 프랑스어 사용자들이 주네브의 것과는 다른 번역으로 시편을 노래하였다.
위그노 시편가는 주네브 시편가의 영향 아래 이루어진 번역과 개작들을 포괄하는 말로서, 주네브 시편가 자체도 이에 포함된다. 실제로 예를 들어 리용 시편가나 로잔 시편가 등과 같이 장기간 존속되지는 않았으나 주네브 교회에서 사용된 것과는 별개로 사용된 시편가집이 있었고, 전집이건 혹은 일부이건, 충실하건 부실하건 간에 주네브 시편가를 모범으로 하여 만들어진 (독일어, 이탈리아어, 베아르어, 네덜란드어, 로만슈어, 에스파니아어로 된) 수많은 운문 번역과 개작들도 있다. 그러므로 위그노 시편가는 프로테스탄티즘 운동의 매우 광범위한 확산을 보여준다.